# Сьома надзвичайна спеціальна сесія Генеральної Асамблеї Організації Об'єднаних Націй
Сьома надзвичайна спеціальна сесія Генеральної Асамблеї Організації Об'єднаних Націй (англ. Seventh emergency special session of the United Nations General Assembly), присвячена питанню Палестини. Була скликана Сенегалом 22-29 липня 1980; 20-28 квітня 1982; 25-26 червня 1982; 16-19 серпня 1982 та 24 вересня 1982. Єдина спеціальна сесія, яка була скликана кілька разів, за винятком десятої, присвяченої тому ж питанню, "незаконні дії Ізраїлю в окупованому Східному Єрусалимі та на решті окупованих територій" (1997, 1998, 1999, 2000, 2001, 2002, 2003 і 2004 роки).